# Prevenge
Pour plus de détails, voir Fiche technique et Distribution.
Prevenge est un film britannique réalisé par Alice Lowe, sorti en 2016.

## Fiche technique
- Titre : Prevenge
- Réalisation : Alice Lowe
- Scénario : Alice Lowe
- Pays d'origine : Royaume-Uni
- Genre : comédie horrifique
- Date de sortie : 2016

## Distribution
- Alice Lowe : Ruth
- Dan Renton Skinner : Mr Zabek
- Jo Hartley (en) : Midwife
- Gemma Whelan : Len
- Kate Dickie : Ella
- Kayvan Novak : Tom
- Tom Davis (en) : DJ Dan